# Lommatzsch FES-530 Lehrmeister
Lommatzsch FES-530 Lehrmeister er et tosædet skolesvævefly, der blev udviklet i den daværende Deutsche Demokratische Republik (DDR) midt i 1950erne. Over 300 fly blev bygget, i tre forskellige versioner med 17 m og 15 m spændvidde. Det var det første fly som blev udviklet og gik i serieproduktion i DDR.
I DDR var det Lehrmeister og den tjekkoslovakiske LF-109 „Pionýr“ som Gesellschaft für Sport und Technik (GST) benyttede til at give eleverne den grundlæggende pilotuddannelse, indtil det punkt hvor eleverne skulle omskoles til ensædede fly. Herhjemme uddannede flyet generationer af svævepiloter sammen med Bocian, Rhönlerche II og Rhönadler

## Design og udvikling
FES-530 blev oprindeligt udviklet i vinteren 1953 i VEB Waggonbau Gotha under navnet Gotha Go 530. Den blev primært designet af Hans Wegerich (aerodynamik), Wilhelm Zimmermann (statik) og Hans Hartung (konstruktion), under ledelse af Gerhard Renner. I 1954 blev designet overdraget til VEB Apparatebau Lommatzsch, som samme år var blevet grundlagt på fabriksgrunden fra et nedlagt glasværk. Lommatzsch-fabrikken, tilhørende Volkseigener Betrieb Flugzeug ("Den Folkeejede Flyvemaskinefabrik"), fik ansvaret for design, udvikling og produktion af svævefly i DDR. 
FES-530 Lehrmeister fløj første gang i juni 1954. I november 1955 blev flyet godkendt til begrænset luftakrobatik, med godkendelse til at udføre spin og skyflyvning. Herefter gik flyet i serieproduktion; der blev bygget 100 eksemplarer af den første model. Fra 1957 blev flyet leveret til GST.
Forbogstaverne i FES-530 står for Forschungs- und Entwicklungsstelle (Forsknings- og Udviklingssted).

### Konstruktion
Flyet er helt igennem bygget af træ. Vingerne er lavet med en enkelt hovedbjælke, forkanten er en krydsfinerbeklædt torsionsboks, og de resterende to tredjedele af vingen, inklusive krængerorene, er dækket med dopet lærred. Flyet er højvinget med 2° dihedral vinkel og 2,3° washout. På den oprindelige model havde vingerne 17 m (55 ft 9 in) spændvidde, og var afstivet med en enkelt stræber til det nederste af skroget. På alle varianterne er vingerne tilspidset i en lige linje, lidt på forkanten men hovedsageligt på vingens bagkant, hvilket giver flyet 0,46° pilform, målt ved kvart profilkorde, og med kun let afrundede vingetipper. Der er ingen flaps, men et sæt Schempp-Hirth-lignende luftbremser foldes symmetrisk oven- og nedenud af vingen ved ca. halv spændvidde.
Lehrmeisters skrog er af monocoque (selvbærende) konstruktion, og dækket med krydsfiner. Skroget spidser til agterud. Både halefinne og haleplan er dækket af krydsfiner, og finnen er en integreret del af skroget. Haleplanet er monteret foran halefinnen på oversiden af skroget. Kontrolfladerne er dækket af dopet lærred; sideroret, som når fra toppen af halefinnen og ned til skrogets køl, bevæger sig i en udskæring i højderoret. Der er en trimflade på begge dele af højderoret. Elev og instruktør sidder i tandem, foran og under vingens forkant, og hooden over cockpittet er af 'drivhus'typen, delt op i flere separate stykker plexiglas. Den forreste og centrale del åbner mod styrbord, og kan i nødstifælde helt afkastes. Fra snuden og under bunden, rækkende under forreste sæde er der en gummiophængt landingsmede, og umiddelbart bag ryglænet på det bageste sæde er understellets monohjul, affjedret og forsynet med en bremse. Der befinder sig en lille ekstra mede under halen.

### Videreudvikling
I 1959 fremkom yderligere to varianter. Det grundlæggende design havde vist sig at være sundt, og krævede stort set ingen ændringer. Den største forskel var derfor at stræberene under vingerne var forsvundet, og vingen var blevet fritbærende (en cantilever vinge).
Den første model, FES-530/I eller Lehrmeister I, havde en uændret spændvidde på 17 m, og et vingeareal på 19,00 m2 (205 sq ft). Den reducerede luftmodstand forbedrede glidetallet fra 24:1 til 26:1, og forbedrede bedste faldhastighed fra 0,85 m/s til 0,80 m/s. Flyet havde for datiden ganske anstændige specifikationer, og var - ud over rollen som skolefly - et udmærket fly til rekreativ svæveflyvning.
Den anden model, FES-530/II eller Lehrmeister II, havde en reduceret spændvidde på 15 m (49 ft 2.5 in), og et vingeareal på 17.93 m2 (193 sq ft). Som forventet gav reduktionen i sideforhold (aspect ratio) fra 15,20 til 12,54 dårligere egenskaber: glidetallet blev reduceret til 23:1, og bedste faldhastighed forværret til 0,95 m/s. Dette var dog stort set uden betydning, eftersom Lehrmeister II hovedsageligt blev benyttet som skolefly. Til sammenligning havde et andet udmærket og populært skolefly, Rhönlerche II et glidetal på kun 19:1, hvilket gav den det lidet flatterende tilnavn "Rhönstein" (på dansk nærmest "Brostenen"). Ultimativt var Lehrmeister II den mest succesfulde konstruktion: der blev bygget 101 eksemplarer, imod 100 stk. Lehrmeister og 22 stk. Lehrmeister I.

## Operationel historie
Lehrmeister var et af den slags fly, der forrettede sin tjeneste stilfærdigt og pålideligt, nærmest lidt anonymt. For eksempel blev OY-XAY, FES-530/I ser.no. 0220, indkøbt af Vestjysk Svæveflyveklub og indgik i det danske flyregister i 1960. Flyet uddannede i hundredvis af elever, først i Esbjergs gamle lufthavn i Kjersing, fra 1971 på Bolhede Flyveplads, inden det blev frasolgt til en privat i august 1973. Flyet er stadigt flyvedygtigt og tilmeldt Dansk Svæveflyvehistorisk Klub (DaSK).
Der blev i alt bygget 223 eksemplarer af FES-530. De fleste blev i Østtyskland, men 22 stk. blev eksporteret til Danmark, Syrien, Egypten og Cuba. De danske svæveflyveklubber var den langt største aftager, og modtog ti fly, alle af type FES-530/I. Af de ti danske fly er, pr. juni 2017, fire fly (OY-XAY, OY-XAU, OY-DXK og OY-BAX) stadigt flyvedygtige, et (OY-XAR) foræret til Deutsches Technikmuseum, Berlin, og de sidste fem fly er udgået af flyregisteret efter havarier.
En FES-530/II (Registrering DM-3264) blev foræret til Østrig som gave, og fløj under registreringen OE-0702. I 2002 blev flyet hentet tilbage til Schönhagen og blev – bl.a. med hjælp af GSTs tidligere værkstedsleder Johannes Höntsch – renoveret og bragt tilbage til det oprindelige udseende.
I DDR afløste Lehrmeister det bedagede ensædede skolefly SG 38, som stammede fra 1930-erne, og forblev i tjeneste til sidst i 1970erne. Lehrmeister blev derefter afløst af den polske Bocian 1E. Siden 2004 flyver en restaureret FES-530 (DM-3152) fra flyvepladsen i Pirna.

## Varianter
Data fra The World's Sailplanes og fra Segelflugzeuge. Produktionstal fra Lommatzsch FES-530.
FES-530 Lehrmeister
Original med afstræbede vinger, 17 m spændvidde. Første flyvning i juni 1954. 100 stk. bygget.
FES-530 Lehrmeister I
Cantilever vinge med 17.0 m spændvidde. 22 stk. bygget, 10 af disse solgt til Danmark.
FES-530 Lehrmeister II
Cantilever vinge med 15 m spændvidde. Første flyvning den 27. februar 1959. 101 stk. bygget.

## Operatører
Cuba
- Antal og type ukendt.

 Danmark
- 10 stk. FES-530/I, anskaffet mellem 1959-1962. Fire fly stadig i tjeneste.[5]

 Østtyskland
- 200 eller 201 Lehrmeister af alle typer. 22 eller 23 fly blev eksporteret.

 Egypten
- Antal og type ukendt.

 Syrien
- Antal og type ukendt.

 Østrig
- Mindst 1 stk. FES-530/II.

## Overlevende fly

### I brug
Der er (juli 2017) fire flyvedygtige danske Lehmeistere tilbage:
- OY-BAX - er ejet af Bornholms Flyveklub og baseret på Rønne, Bornholm[4]
- OY-DXK - (privat ejet)-PL/Norge
- OY-XAU (privat ejet) - PM/Sverige
- OY-XAY (privat ejet) - er baseret på Svæveflyvecenter Arnborg, Midtjylland[4]

En Lehrmeister blev restaureret nær Pirna i Tyskland, og har fået lov til at beholde sin oprindelige DDR registrering. Et ukendt antal fly er stadig i drift, hovedsageligt i det forhenværende Østtyskland.

### Udstillede
Information fra Ogden  og Ocker 
- Interessengemeinschaft Ju 52, Springe: DM-3324 Lehrmeister II
- Norsk Luftfartsmuseum, Bodø: LN-GGV Lehrmeister II
- Segelflugmuseum Wasserkuppe, Wasserkuppe: DM-3308 Lehrmeister II
- Stiftung Deutsches Technikmuseum, Berlin: OY-YAP Lehrmeister I. Flyet er p.t. opmagasineret.

## Specifikationer (Lehrmeister, alle typer)
|                                | FES-530                                                       | FES-530/I                                                     | FES-530/II                                                    |
| ------------------------------ | ------------------------------------------------------------- | ------------------------------------------------------------- | ------------------------------------------------------------- |
| Besætning                      | 2, elev og instruktør                                         | 2, elev og instruktør                                         | 2, elev og instruktør                                         |
| Længde                         | 7,95 m                                                        | 7,95 m                                                        | 7,95 m                                                        |
| Højde                          | 2,12 m                                                        | 2,12 m                                                        | 2,12 m                                                        |
| Spændvidde                     | 17,00 m                                                       | 17,00 m                                                       | 15,00 m                                                       |
| Vingeareal                     | 19,00 m²                                                      | 19,00 m²                                                      | 17,93 m²                                                      |
| Vingebelastning                | 26,3 kg/m²                                                    | 25,30 kg/m²                                                   | 26,20 kg/m²                                                   |
| Vingeprofil                    | Göttingen 549 roden til halvt spænd, Göttingen 676 ved tippen | Göttingen 549 roden til halvt spænd, Göttingen 676 ved tippen | Göttingen 549 roden til halvt spænd, Göttingen 676 ved tippen |
| Sideforhold                    | 15,20                                                         | 15,20                                                         | 12,54                                                         |
| Bedste glidetal                | 24 ved 85 km/t                                                | 26 ved 78 km/t                                                | 23 ved 81 km/t                                                |
| Bedste faldhastighed           | 0,85 m/s ved 72 km/t                                          | 0,80 m/s ved 74 km/t                                          | 0,95 m/s ved 72 km/t                                          |
| Stallhastighed                 | 50 km/t                                                       | 50 km/t                                                       | 50 km/t                                                       |
| Mindstehastighed               | 58 km/t                                                       | 58 km/t                                                       | 58 km/t                                                       |
| Max. hastighed spilstart       | 100 km/t                                                      | 100 km/t                                                      | 100 km/t                                                      |
| Max. hastighed flyslæb         | 130 km/t                                                      | 130 km/t                                                      | 130 km/t                                                      |
| Max. hastighed turbulens       | 130 km/t                                                      | 130 km/t                                                      | 130 km/t                                                      |
| Fritfaldshastighed, lodret dyk | 165 km/t med fuld luftbremse                                  | 165 km/t med fuld luftbremse                                  | 165 km/t med fuld luftbremse                                  |
| Max. hastighed                 | 200 km/t                                                      | 200 km/t                                                      | 200 km/t                                                      |
| g-begrænsning                  | +5,34 -2,67                                                   | +5,34 -2,67                                                   | +5,34 -2,67                                                   |
| Tomvægt                        | 300 kg                                                        | 280 kg                                                        | 270 kg                                                        |
| Last                           | 200 kg                                                        | 200 kg                                                        | 60–200 kg                                                     |
| Startvægt                      | 500 kg                                                        | 480 kg                                                        | 470 kg                                                        |
| Antal produceret               | 100                                                           | 22                                                            | 101                                                           |